# Erin Headley
Pour les articles homonymes, voir Headley et Headly.
Erin Headley (ou Erin Headly) est une instrumentiste britannique spécialisée dans le répertoire ancien pour lirone et « contrebasse de lyre de gambe » (« lirone perfetto »).

## Biographie
Erin Headley a beaucoup travaillé dans les années 1980 avec l'ensemble baroque Les Arts Florissants, sous la direction de William Christie, interprétant principalement le répertoire de Luigi Rossi et Claudio Monteverdi.
Elle fit également partie de l'Ensemble Tragicomedia d'Andrew Lawrence-King.

## Discographie sélective

### Avec Les Arts florissants
- 1982 : Oratorios (Il pecator pentito, O Cecità del misero mortale) de Luigi Rossi (lirone)
- 1983 : Il Ballo delle Ingrate et La Sestina de Claudio Monteverdi (lira)
- 1987 : Selva Morale e Spirituale de Claudio Monteverdi (lira)
- 1989 : Oratorio per la Settimana Santa de Luigi Rossi
- 1991 : Orfeo de Luigi Rossi (lirone)

### Avec The Consort of Musicke
- 1989-1990 : Madrigali guerrieri ed amorosi (Ottavo Libro de Madrigali) de Claudio Monteverdi (lirone)

### Avec l'ensemble Circa 1500
- 1989 : O Lusitano, portuguese vilancetes, cantigas and romances (viole de gambe, lirone)